# 사회연구 뉴 스쿨
사회연구 뉴 스쿨(The New School for Social Research)은 약어 NSSR로서, 뉴 스쿨 대학에 소속된 5곳의 교육기관 중 하나이다. 학문적 자유와 지적인 탐구에 중점을 둔 이 대학은 진보주의 사상가들을 위한 거처로서 1919년에 설립되었다. 교명이 거듭 바뀌었으며, 1919년부터 1997년까지 '사회연구 뉴 스쿨', 1997년부터 2005년까지 '뉴 스쿨 대학'(New School University), 2005년 이후부터 현재까지 '뉴 스쿨'(The New School)이라는 교명을 사용해오고 있다.
이 학교는 이탈리아의 파시스트와 독일의 나치에게 교수직을 박탈당한 학자들에게는 천국이 되었다. 이 학교는 이론적인 사상보다는 지구촌 평화와 정의를 정진시키고 있다. 피어 버거와 같은 사람을 배출하였다.